# Simon Thassi
Simon Thassi, död 135 f.Kr, var regerande kung av Judeen ur mackabéernas ätt (Hasmoneiska dynastin) mellan 140 och 135 f.Kr. 